# Д’Ивуа, Поль
Поль д’Ивуа (фр. Paul d'Ivoi; настоящее имя Поль Шарль Филипп Эрик Делётр; фр. Paul Charles Philippe Éric Deleutre; 25 октября 1856, Париж — 6 сентября 1915) — французский писатель, мастер остросюжетных приключенческих романов.

## Биография
Поль д’Ивуа приходился внуком известному журналисту Эдуарду Делётру и сыном публицисту Шарлю Делётру. Оба также писали под псевдоним «д’Ивуа».
После обучения в Версале и Париже Поль пробуется в качестве журналиста в газетах «Paris Journal» и «Figaro» и критика для «Globe». Увлекаясь авантюрными историями, он сам решил писать в этом жанре. Его первые романы имели небольшой успех и сегодня практически забыты. В 1894 его роман «Пять су Лавареда» (Les Cinq Sous de Lavarède), опубликованный в «Le petit journal», стал прорывом. Близкий по стилистике к произведениям Жюля Верна роман постепенно обрастал дополнениями, и в итоге оформилась серия из 21 тома под названием «Эксцентричные путешествия» (фр. Les Voyages Eccentriques).
Среди французских последователей Жюля Верна книги д’Ивуа были коммерчески успешны и соперничали по популярности с Необыкновенными путешествиями. В отличие от произведений Верна, романы Поля д’Ивуа более были связаны между собой и сконцентрированы на приключениях. Многие герои встречаются на страницах разных произведений д’Ивуа.
Придуманный д’Ивуа персонаж Доктор Тайна пользуется популярностью в Италии в качестве героя серии комиксов.
За пределами Франции книги д’Ивуа также издавались и вызывали интерес у читателей.

## Произведения
Ранние произведения до 1894 года
- Капитан Жан / Le capitaine Jean
- Женщина в красной диадеме / La femme au diadème rouge
- Олимпия и Ко / Olympia et Cie

Серия «Эксцентричные путешествия» (21 выпуск)
- 1) Пять су Лавареда / Les Cinq Sous de Lavarède, 1894 (в соавторстве с Анри Шабрийя); в Gallica; в Ebooks
- 2) Сержант Простак / Le Sergent Simplet, 1895; в Gallica; в Ebooks
- 3) Кузен Лавареда / Le Cousin de Lavarede, 1897; в Ebooks
- 4) Жан Фанфар / Jean Fanfare, 1897; в Gallica; в Ebooks
- 5) Неуловимый корсар (Корсар Триплекс) / Le Corsaire Triplex, 1898; в Gallica; в Ebooks
- 6) Капитан Нилия / La Capitaine Nilia, 1898; в Gallica; в Ebooks
- 7) Доктор Тайна / Docteur Mystère, 1900; в Gallica; в Ebooks
- 8) Сигаль в Китае / Cigale en Chine, 1901; в Gallica; в Ebooks
- 9) Массилиаг из Марселя / Massiliague de Marseille, 1902; в Gallica; в Ebooks
- 10) Сеятели льда / Les Semeurs de Glace, 1903; в Gallica
- 11) Клятва Даалии / Le Serment de Daalia, 1904; в Gallica
- 12) Миллионер вопреки себе (Принц Запятая) / Millionnaire malgré lui (Le Prince Virgule), 1905; в Gallica
- 13) Хозяин Голубого флага / Le Maître du Drapeau Bleu, 1907; в Gallica (другое название: Маски из янтаря / Les Masques d’ambre)
- 14) Мисс Мускетерр / Miss Mousqueterr, 1907; в Gallica
- 15) Джуд Аллан — король шайки / Jud Allan, Roi des Lads, 1907; в Gallica
- 16) Радиевая гонка / La Course au Radium, 1909; Le Radium qui tue, 1929; в Gallica;  в русском переводе «Король радия» (Le Roi du Radium); в Ebooks
- 17) Призрачный аэроплан / L’Aéroplane Fantôme, 1910 — в русском переводе оригинальный фоновый персонаж кайзера (подразумевается и изображается на иллюстрациях Вильгельм II) заменен на Франца-Иосифа I; (в переиздании «Похититель мыслей» / Le Voleur de pensée); в Gallica
- 18) Похитители молнии / Les Voleurs de Foudre, 1910; в Gallica
- 19) Сообщение от Микадо / Message du Mikado, 1912; в Gallica
- 20) Укротители золота / Les dompteurs de l'or, 1913; в Gallica (другое название Рыцарь Иллюзия / Le Chevalier Illusion)
- 21) Игра миллиардера / Match de Milliardaire, 1913 (переиздан в журнале «Journal des Voyages» как «Сбежавший вопреки себе» / L'Évadé Malgré Lui, 1914); в Gallica.

Дилогия о Наполеоне (под псевдонимом Поль Эрик)
- Смерть Орла / La Mort de l'Aigle: 1814, 1901; в Gallica; в Wikisource
- Пятьдесят / Les Cinquante: 1815, 1904; в Gallica; в Wikisource

 Серия про супершпиона X. 323 (Шпион Икс 323) в трех томах
- 1) Шпион X. 323, том 1: Человек без лица / L'Espion X. 323: L'Homme sans visage, 1908; в Wikisource

```
Краткое содержание: Агент X. 323 вместе со своими сестрами-близняшками поступает на секретную службу, чтобы реабилитировать честь своей семьи. Этот супершпион сочетает в себе деликатность и непримиримость, ум и смелость, и маскируется как Фреголи. Макс Трелам, английский журналист газеты «Таймс», с которым они познакомятся во время кражи секретного документа, вскоре станет его напарником и поочередно влюбится в обеих его сестер. Германский шпион крадет из Министерства иностранных дел важный документ, представляющий серьезную угрозу миру в Европе. Журналист Трелам отправляется в Мадрид для расследования этого дела. Там он знакомится с офицером британской разведки, странной испанской графиней, германским шпионом и его очаровательной и невинной дочерью, хитрой камеристкой... и человеком без лица, шпионом X. 323, цель которого — сохранить мир в Европе, выкрав документ до его отправки в Берлин. Поначалу невольно, он принимает само непосредственное участие в поисках украденного документа, рискуя своей жизнью, завоевав доверие знаменитого шпиона.
```

- 2) Шпион X. 323, том 2: Спящее орудие / L'Espion X. 323: Le canon du sommeil, 1909

```
Краткое содержание: Макс Трелам живет в Лондоне, погрузившись в рутину своей работы в «Таймс», чтобы забыть невесту, которую он потерял во время своего первого приключения с X. 323. Но вскоре серия загадочных преступлений повергает Европу в смятение и страх: нескольких важных персон из разных стран находят мертвыми, без видимых ранений и с веселой улыбкой на лице. Там же одна за одной вспыхивают необъяснимые эпидемии инфекционных заболеваний. При содействии женщины, которую он знал в Мадриде как маркизу д'Альмаседа, оказавшуюся сестрой гениального шпиона, Макс Трелам вместе с X. 323 оказывается втянутым в беспощадную борьбу с ужасным австрийским графом Стрецци, чей ум уступает только его жестокости. И наконец-то будет приоткрыта завеса над горькой тайной, которая сделала X. 323 таким многоликим и идеальным шпионом.
```

- 3) Шпион X. 323, том 3: Кровь на Ниле / L'Espion X. 323: Du sang sur le Nil, 1910

```
Краткое содержание: В конце последнего приключения в Египте, где Макс Трелам планировал провести самый спокойный медовый месяц, чтобы насладиться заслуженным отдыхом с любимой женщиной, а X. 323 вернет себе доброе имя и чин. Но эта миссия потребует от Макса Трелама, его любимой женщины и X. 323, ставшего его шурином, большой жертвы. Всем троим придется преодолеть страшное горе и бросить все силы на беспощадную борьбу с сыном графа Стрецци, который намерен заставить тех, кто способствовал смерти его отца, будь то влиятельные лидеры или люди в тени, заплатить кровный долг.
```

 Другие публикации 
- Чрезвычайный посол / L’Ambassadeur Extraordinaire, 1911
- Рыцарь Иллюзия / Le Chevalier Illusion, 1913

Пьесы
- Муж моей жены / Le mari de ma femme, 1887
- Сорока в гнезде / La pie au nid, 1887
- Тигр с улицы Тронше / Le tigre de la rue Tronchet, 1888

### Издания на русском языке
Произведения д’Ивуа выходили на русском языке в дореволюционных журналах и отдельными книгами. Переиздание этих произведений произошло после 2000-х годов. В 2018 году планируется начать выпуск произведений автора (по тому в год) в новых переводах и с иллюстрациями художника Люсьена Мотиве.
- Поль д'Ивуа. Вулкан и динамит. Неуловимый враг. — СПб.: Издательство П.П. Сойкин, 1903. — 198 с. — (Библиотека романов (Приключения на суше и на море)).[6]
  - Поль д'Ивуа. Тайна храма Инкатль / А. Мусиездов. — Харьков: Гриф, 1994. — 496 с. — (Классика приключений). — ISBN 5-7707-61073-3.
  - Поль д'Ивуа. Вулкан и динамит. — М.: Вече, 2008. — С. 5—206. — 400 с. — (Искатели приключений). — 6000 экз. — ISBN 978-5-9533-3588-1.
- Поль д'Ивуа. Аэроплан-призрак. — М.: Вече, 2009. — 320 с. — (Искатели приключений). — 4000 экз. — ISBN 978-5-9533-2493-9.
  - Напечатано по изданию: Поль д'Ивуа. Аэроплан-призрак. — Издательство П.П. Сойкин, 1914. — 166 с.
- Поль д'Ивуа. Король радия / П. Парамонов. — М.: Вече, 2009. — С. 3—178. — 320 с. — (Искатели приключений). — 5000 экз. — ISBN 978-5-9533-3860-8.
  - Печатается по изданию: Поль д'Ивуа. Доктор Безымянный. — журнал «Природа и люди». — СПб., 1901—1902.
  - Поль д'Ивуа. Доктор Безымянный. — М.: Вече, 2010. — С. 3—315. — 320 с. — (Искатели приключений). — 3000 экз. — ISBN 978-5-9533-4432-6.
  - Поль д'Ивуа. Доктор Тайна. — М.: Фаворит, 2014. — Т. 16. — С. 5—472. — 484 с. — (Бухта приключений).
- Поль д'Ивуа. Невидимый враг. — М.: Вече, 2009. — 320 с. — (Искатели приключений). — 4000 экз. — ISBN 978-5-9533-4010-6.
  - Напечатано по изданию: Поль д'Ивуа. Корсар Триплекс. — Журнал «Вокруг света, №№1-27. — 1900.
  - Поль д'Ивуа. Неуловимый корсар. — М.: Мир книги, Литература, 2011. — 288 с. — (Золотой век детектива). — 3000 экз. — ISBN 978-5-501-00017-9.
- Поль д'Ивуа. Тайна Нилии / П. Парамонов. — М.: Вече, 2009. — С. 3—212. — 320 с. — (Искатели приключений). — 4000 экз. — ISBN 978-5-9533-4318-3.
  - Напечатано по изданию: Поль д'Ивуа. Нилия. — Издательство П.П. Сойкин, 1903. — 198 с.
- Поль д'Ивуа. Приключения Сигаля в Китае / Переводчик: Энквист Анна. — Охотники за золотом. — М.: Вече, 2009. — С. 3—212. — 320 с. — (Искатели приключений). — ISBN 978-5-9533-4391-6.
  - Напечатано по изданию: Поль д'Ивуа. В Китае. — Издательство П.П. Сойкин, 1903. — 368 с.
- Поль д'Ивуа. Вокруг света с гривенником в кармане. — М.: Вече, 2008. — С. 3—317. — 320 с. — (Искатели приключений). — 6000 экз. — ISBN 978-5-9533-3462-4.
  - Печатается по изданию: Поль д'Ивуа. Вокруг света с гривенником в кармане. — еженедельник «Природа и люди». — СПб.: Издательство П.П. Сойкин, 1908.

## Экранизации
- 1913 — Les cinq sous de Lavarède — чёрно-белый немой фильм режиссёра Анри Андерани (Франция)[7].
- 1927 — Les cinq sous de Lavarède — чёрно-белый немой фильм режиссёра Мориса Шампро (Франция)[8].
- 1928 — Jalma la double — чёрно-белый немой фильм режиссёра Роже Гупилье (Франция)[9].
- 1939 — Пять су Лавареда (Les cinq sous de Lavarède) — фильм режиссёра Мориса Каммажа. В главной роли Фернандель[10].